# Oriundi (filme)
Oriundi é um filme brasileiro de 2000 dirigido por Ricardo Bravo e com roteiro de Marcos Bernstein. As filmagens ocorreram na cidade brasileira de Curitiba, no Paraná.

## Sinopse
É a festa de aniversário de Giuseppe Padovani, mas para este imigrante italiano de 93 anos de idade, parece não haver motivo para celebração. Sua saúde está frágil, sua família se despedaçando e a fábrica que ele e a esposa criaram há mais de 60 anos está à venda. Durante a festa, Giuseppe é apresentado a uma parente, Sofia D'Angelo, que afirma estar no Brasil para uma pesquisa sobre a família Padovani, após ter passado os últimos anos estudando na Itália. Espantado com a incrível semelhança com sua finada esposa Caterina, Giuseppe começa a se perguntar se não seria Sofia a reencarnação de sua amada.

## Elenco
- Anthony Quinn – Giuseppe Padovani
- Leticia Spiller – Caterina Padovani / Sofia D'Angelo
- Paulo Betti — Renato Padovani
- Gabriela Duarte — Patty
- Paulo Autran – Dr. Enzo
- Lorenzo Quinn – Giuseppe Padovani (jovem)
- Tiago Real – Stephano
- Raquel Rizzo – Chris
- Marly Bueno – Matilde
- Araci Esteves – Paola
- Carlo Briani
- Luciano Saul Cardoso – Luciano

## Premiações
- O filme foi inscrito para disputar o Globo de Ouro de 2000, mesmo ainda não tendo estreado nos cinemas brasileiros.
- Participou da Mostra Première Brasil do Festival do Rio de 1999.
- Viña del - Mar Film Festival 2002 - Indicado - Grand Paoa - Ricardo Bravo
- WorldFest - Houston 2000 - recebeu o Gold Award - Independent Theatrical Feature Films - First Feature - Ricardo Bravo

## Trilha sonora
A trilha sonora é de Arrigo Barnabé. A canção título é interpretada por Zizi Possi.